# Попов, Юрий (легкоатлет)
Ю́рий А. Попо́в (род. 1 ноября 1938) — советский легкоатлет, специалист по бегу на длинные дистанции и марафону. Выступал за сборную СССР по лёгкой атлетике в 1960-х годах, серебряный призёр чемпионата СССР и Спартакиады народов СССР, победитель первенств всесоюзного и международного значения. Мастер спорта СССР (1956). Представлял Ленинград (ранее — Москву) и физкультурно-спортивное общество «Динамо» (ранее — «Буревестник»).

## Биография
Родился 1 ноября 1938 года.
Занимался лёгкой атлетикой в Ленинграде, выступал за физкультурно-спортивное общество «Динамо».
Впервые заявил о себе на всесоюзном уровне в сезоне 1961 года, когда на чемпионате СССР в Тбилиси с результатом 2:27:38 финишировал четвёртым в зачёте марафона.
В октябре 1962 года в марафоне выиграл серебряную медаль на всесоюзном старте в Ташкенте (2:23:04).
В 1963 году на чемпионате страны в рамках III летней Спартакиады народов СССР в Москве с результатом 2:20:09 стал серебряным призёром в марафоне, уступив только рязанцу Виктору Байкову. Помимо этого, одержал победу в 30-километровом пробеге «Пушкин — Ленинград», принимал участие в Кошицком международном марафоне мира — на финише показал время 2:21:08, расположившись в итоговом протоколе на шестой строке.
В декабре 1964 года отметился успешным выступлением на международных стартах в Гаване.
В 1965 году на Мемориале братьев Знаменских в Минске превзошёл всех соперников в марафоне и установил свой личный рекорд — 2:17:36. Также с личным рекордом на дистанции 30 км (1:32:54) вновь выиграл пробег «Пушкин — Ленинград».